# Cyrtostachys
Cyrtostachys (Cyrtostachys) je nevelký rod palem, zahrnující 7 druhů. Jsou to středně velké až vysoké palmy se zpeřenými listy. Mají větvená rozvolněná květenství a relativně drobné plody. Rod je rozšířen v jihovýchodní Asii a na Nové Guineji. Nejznámějším druhem je Cyrtostachys renda, velmi ozdobná palma pěstovaná pro okrasu.

## Popis
Zástupci rodu cyrtostachys jsou středně velké až vysoké, beztrnné, jednodomé palmy s jednoduchými nebo vícečetnými kmeny, dorůstající výšky až 30 metrů. Kmeny jsou přímé, se zřetelnými listovými jizvami, na bázi často s věncem adventivních kořenů. Listy jsou jednoduše zpeřené, reduplikátní. Listové pochvy jsou trubicovité, u druhu Cyrtostachys renda výrazně červenooranžové, u ostatních druhů zelené. Květenství je poměrně řídce stavěné, 2x až 4x rozvětvené, zpravidla krátce stopkaté. Mladé květenství je chráněno toulcovitým listenem který později opadává. Květy jsou jednopohlavné, uspořádané v triádách se samičím květem uprostřed a 2 samčími po stranách. Triády jsou umístěny v důlcích ve větvích květenství. Okvětí je trojčetné, rozlišené na kalich a korunu. Samčí květy obsahují 8 až 15 tyčinek s nitkami na bázi srostlými. Semeník obsahuje jedinou komůrku a nese 3 krátké, zahnuté čnělky. Plody jsou většinou černé, jednosemenné, široce až úzce elipsoidní nebo srpovité.

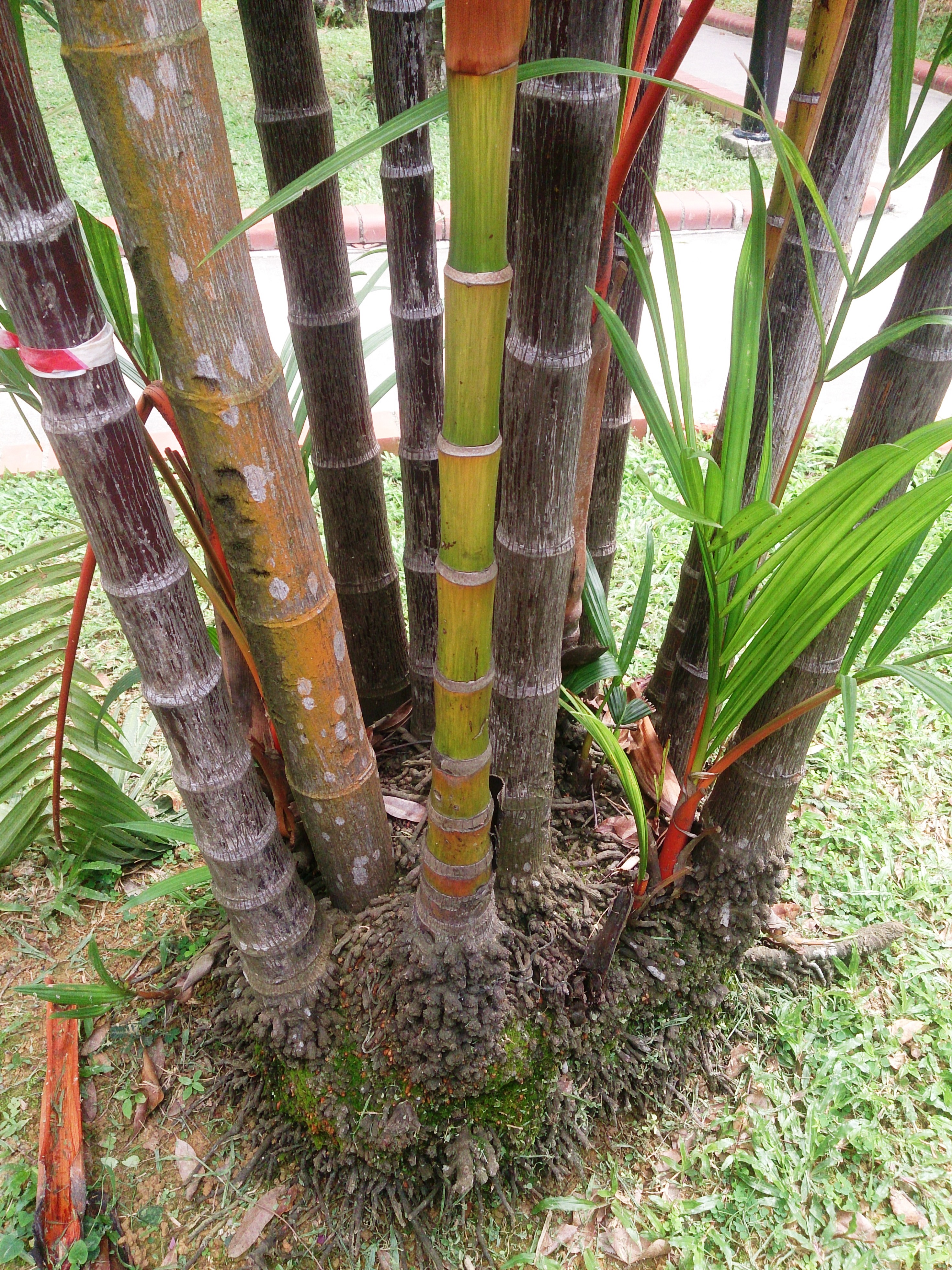
Báze kmenů C. renda
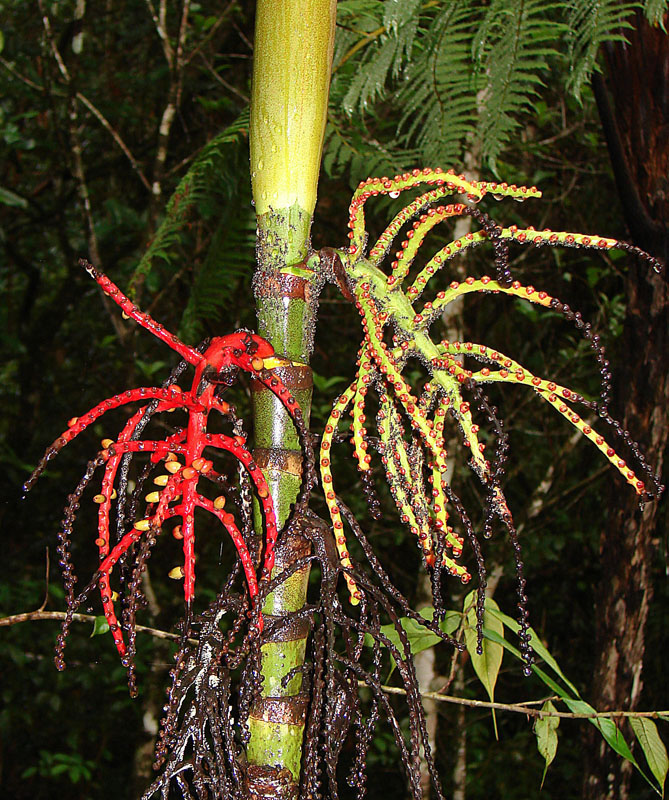
Květenství a plodenství Cyrtostachys

## Rozšíření
Rod zahrnuje 7 druhů a má výrazně disjunktní areál. Druh Cyrtostachys renda je rozšířen v jihovýchodní Asii od jižního Thajska po Sumatru a Borneo. Všechny ostatní druhy jsou svým výskytem omezeny na Novou Guineu a Šalomounovy ostrovy. Centrum druhové diverzity je na Nové Guineji, odkud je známo 6 druhů.
Zástupci rodu rostou na poměrně široké škále stanovišť od nížinných bažinatých biotopů po nižší polohy tropických horských lesů (do 500 metrů n.m.), v tropických deštných lesích i na savanách. Cyrtostachys renda je v jihovýchodní Asii široce rozšířený druh, na Nové Guineji je běžně rozšířen druh Cyrtostachys loriae.

## Taxonomie
Rod Cyrtostachys je v taxonomii palem řazen do podčeledi Arecoideae a tribu Areceae. Příbuzenské vztahy s ostatními rody podčeledi Arecoideae nejsou dosud zcela vyjasněny. Mezi společné znaky patří zpeřené, reduplikátní listy a květy v triádách v nichž je jeden samičí a dva samčí květy. Ode všech palem této skupiny se rod Cyrtostachys odlišuje rozkladitými květenstvími s květy umístěnými v prohlubních, srostlými korunními lístky a větším počtem tyčinek. Molekulární výzkumy ukazují pravděpodobnou příbuzenskou vazbu s rodem Clinostigma.

## Význam

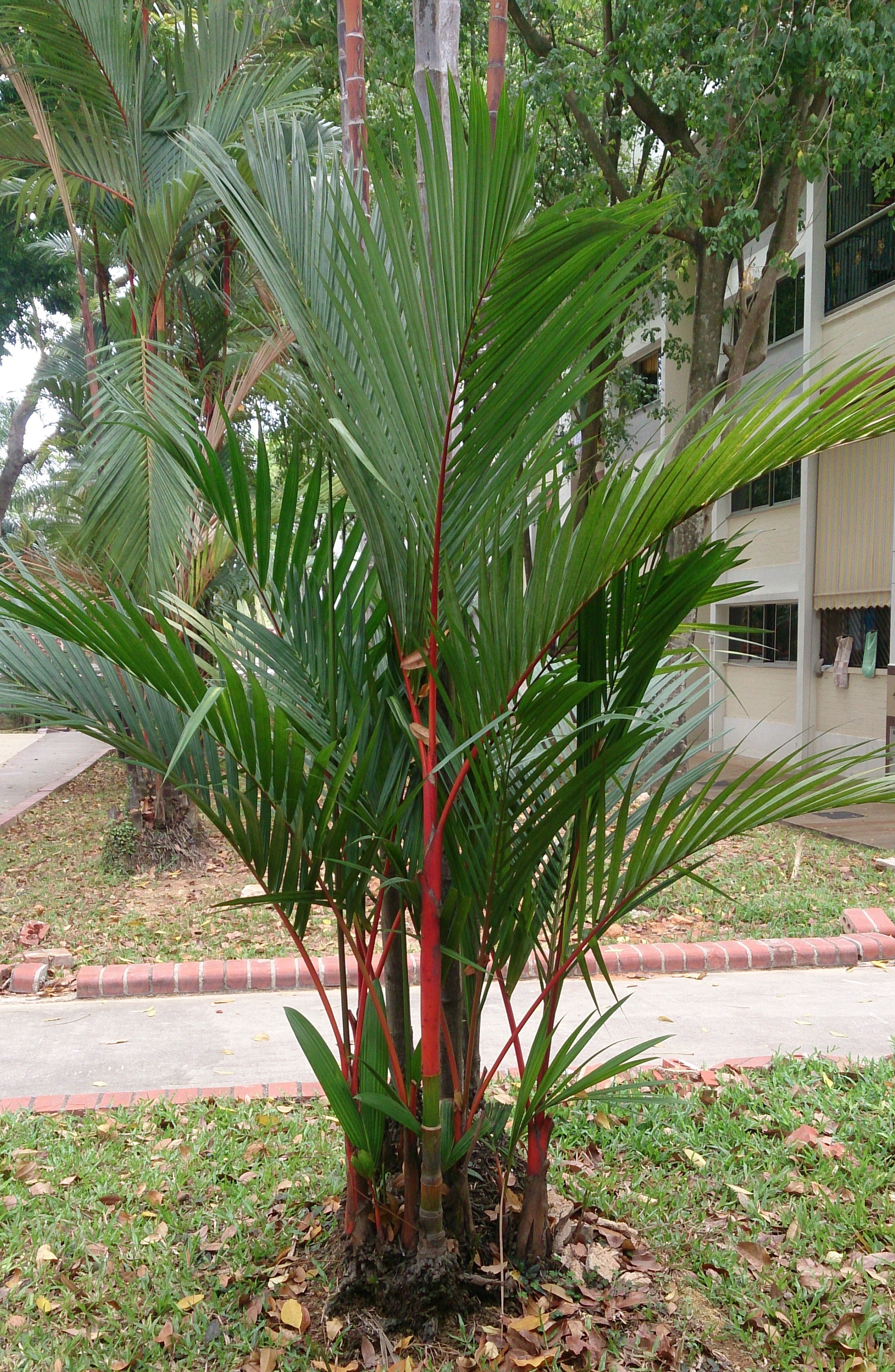
Cyrtostachys renda jako okrasná pouliční dřevina v Malajsii

Cyrtostachys renda je velmi pohledná palma, často pěstovaná v tropech i ve sklenících botanických zahrad. V jihovýchodní Asii má poměrně široké místní využití. Růstové vrcholy jsou jedlé (palmové zelí). Kmeny se používají jako podkladový materiál doškových střech vyráběných z listů palmy nypy cukrodárné (Nypa fruticans).